# Ted Adams (Fußballspieler)
Edward Fairclough „Ted“ Adams (* 30. November 1906 in Anfield, Liverpool; † 30. November 1991 in Burnley) war ein englischer Fußballtorhüter.

## Karriere
Adams spielte in Liverpool als Torhüter bei den Amateurklubs Oakmere und Earle und machte mit seiner Leistung im Finale des Lancashire Amateur Cups 1927 die Verantwortlichen des FC Liverpool auf sich aufmerksam. Adams, der in dieser Zeit seinen Lebensunterhalt als Schiffsbauer verdiente, war als Amateur etwas mehr als ein Jahr beim FC Liverpool registriert, bevor er zur Saison 1928/29 wieder in den Non-League football wechselte und sich den Burscough Rangers anschloss, die in der Lancashire Combination spielten. Von 1929 bis 1931 stand der Torhüter beim ambitionierten Klub Manchester Central unter Vertrag, der sich mehrmals erfolglos um Aufnahme in die Football League bewarb. Nach einem kurzen Gastspiel in Wales bei Connah’s Quay & Shotton kehrte Adams im Dezember 1931 mit seinem Wechsel zum AFC Barrow in die Football League zurück, wurde aber bereits zwei Wochen später vom nordwalisischen Football-League-Team AFC Wrexham verpflichtet, nachdem sich dort Torhüter Wilf Burrows den Arm gebrochen hatte.
Adams rückte umgehend in die Mannschaft und gab am 19. Dezember bei einer 1:3-Heimniederlage gegen Lincoln City im Alter von 25 Jahren sein Debüt in der Third Division North. Er stand in den folgenden Jahren in Konkurrenz zu Dick Finnigan und Bob Foster. In der Saison 1932/33 bestritt Adams 25 Ligaspiele als der Verein die Saison als Tabellenzweiter beendete (das beste Ergebnis der Vereinsgeschichte bis zum Zweiten Weltkrieg) und stand mit dem Klub zudem im Finale um den Welsh Cup (0:2 im Wiederholungsspiel gegen Swansea Town). Nach insgesamt 99 Pflichtspielen wechselte er im Juli 1935 zum Ligakonkurrenten FC Southport. Nach nur 13 Einsätzen erklärte Adams, dem bei Southport zugeschrieben wurde „brillant mit schwierigen Schüssen fertig zu werden, aber unzuverlässig bei einfacheren Aufgaben, insbesondere bei Eckbällen“ zu sein, Ende 1935 überraschend sein Karriereende – Ausgangspunkt sollen Unstimmigkeiten mit Trainer Jimmy Commins gewesen sein – und sein Vertrag bei Southport wurde zum 1. Januar 1936 aufgelöst.
Bereits zwei Monate später konnte er von Alf Boland, Trainer des Zweitligisten FC Burnley, zu einem Comeback überredet werden. Adams bestritt in den folgenden Jahren 111 Ligapartien für Burnley, ehe seine Profikarriere mit der Einstellung des Ligabetriebs durch den Ausbruch des Zweiten Weltkriegs ihr Ende fand. In den kriegsbedingten Ersatzwettbewerben war Adams noch bis 1943 für Burnley, New Brighton, Chester und Wrexham aktiv. Nach seiner Fußballkarriere wurde er in der Gegend um Burnley sesshaft und war beruflich bei der Prestige Group, einem Kochgeschirrhersteller, tätig.
Adams starb an seinem 85. Geburtstag an einer Lungenentzündung.